# Opozicija (astronomija)
Opozícija je v astronomiji pojav pri katerem se nebesno telo nahaja na nasprotni strani nebesne krogle glede na neko izbrano nebesno telo. V opoziciji sta vedno dve nebesni telesi. Običajno gledamo nebesna telesa s površine Zemlje. V tem primeru sta dve telesi v opoziciji, če se njuni ekliptični dolžini razlikujeta za 180°.
Izraz »opozicija« v večini primerov uporabljamo za nebesna telesa takrat, ko so v opoziciji s Soncem, gledano s površine Zemlje. To je čas, ki je najbolj primeren za opazovanje nebesnega telesa (planeti, asteroidi, kometi). Nebesno telo je navidezno celo noč na nebu, pri tem je v sredini noči najvišje na nebu (največja horizontska višina). Takrat je nebesno telo na nasprotni strani kot Sonce (vzhaja ob zahodu Sonca in zahaja ob vzidu Sonca). Zunanji planeti so tudi najbliže Zemlji.
Ko je Luna v opoziciji s Soncem, vidimo na Zemlji polno luno (ščip). Kadar pa v takšni opoziciji pride Luna v Zemljino senco, nastane delni ali popolni Lunin mrk.
Notranja planeta (Merkur, Venera) nikoli ne prideta v opozicijo s Soncem. Zaradi tega ju vidimo samo ob vzhajanju ali zahajanju Sonca, nikoli pa celo noč.
Za označevanje opozicije se uporablja znak ☍.